# Phyllophaga temaxa
Phyllophaga temaxa är en skalbaggsart som beskrevs av Saylor 1940. Phyllophaga temaxa ingår i släktet Phyllophaga och familjen Melolonthidae. Inga underarter finns listade i Catalogue of Life.